# Kudlurchettalli, Somvarpet
Kudlurchettalli là một làng thuộc tehsil Somvarpet, huyện Kodagu, bang Karnataka, Ấn Độ.